# Ministère de la Politique territoriale
Le ministère de la Politique territoriale et de la Mémoire démocratique (en espagnol : Ministerio de Política Territorial y Memoria Democrática) est le département ministériel responsable des relations entre l'État et les Communautés autonomes et autres entités locales, et de la politique de mémoire historique en Espagne.
Il est dirigé, depuis le 21 novembre 2023, par le socialiste Ángel Víctor Torres.
Son siège central se situe au Palacio de Villamejor, Paseo de la Castellana, à Madrid.

## Missions

### Fonctions
Le ministère de la Politique territoriale est responsable de la proposition et de l'exécution des politiques gouvernementales dans les domaines de la politique territoriale, de l'organisation territoriale de l'État et des relations avec les communautés autonomes et les autres collectivités locales, ainsi que de la mémoire historique et démocratique.

### Organisation
Le ministère s'organise de la façon suivante :
- ministre de la Politique territoriale de la Mémoire démocratique
  - secrétariat d'État à la Politique territoriale
    - secrétariat général de la Coordination territoriale
      - direction générale de la Coopération autonomique et locale
      - direction générale du Régime juridique autonomique et local
      - direction générale de l'Administration centrale sur le territoire

  - secrétariat d'État à la Mémoire démocratique
    - direction générale de l'Aide aux victimes
    - direction général de la Promotion de la mémoire démocratique

  - sous-secrétariat de la Politique territoriale et de la Mémoire démocratique
    - secrétariat général technique

  - commissaire spécial pour la Reconstruction de l'île de La Palma
  - commissaire spécial pour la Reconstruction et la réparation des dégâts des inondations de 2024 en Espagne
  - commissaire pour la commémoration des 50 ans de l'Espagne en liberté.

## Histoire
Le 5 juillet 1977, le président du gouvernement, Adolfo Suárez, nomme, dans le premier gouvernement démocratiquement élu depuis la mort de Francisco Franco, un ministre adjoint pour les Régions (Ministro Adjunto para las Regiones), ministre sans portefeuille lui étant directement rattaché. Lors de la formation du second cabinet Suárez, le 6 avril 1979, la politique territoriale est confiée à un département de plein exercice, le ministère de l'Administration territoriale (Ministerio de Administración Territorial).
À la formation du Gouvernement González I, le président Felipe González confie les compétences en matière territoriale au nouveau ministère des Administrations publiques. Il faut alors attendre le remaniement du 7 avril 2009 du gouvernement Zapatero II pour voir créé le ministère de la Politique territoriale (Ministerio de Política Territorial), qui devient ministère de la Politique territoriale et de l'Administration publique (Ministerio de Política Territorial y Administración Pública) à la suite du remaniement du 20 octobre 2010. Il disparaît lors du retour du Parti populaire au pouvoir en 2011, étant intégré au ministère des Finances et des Administrations publiques.
Il est recréé par Pedro Sánchez le 7 juin 2018 avec les mêmes compétences que le département supprimé sept ans plus tôt. Il perd les compétences relatives à la fonction publique en juillet 2021. En 2023, il récupère celles relative à la politique mémorielle.

## Titulaires depuis 1979
| Nom                                                                                | Nom                                            | Dates du mandat | Dates du mandat | Parti | Gouvernement(s)         |
| ---------------------------------------------------------------------------------- | ---------------------------------------------- | --------------- | --------------- | ----- | ----------------------- |
|                                                                                    | Antonio Fontán                                 | 06/04/1979      | 03/05/1980      | UCD   | Suárez III              |
|                                                                                    | José Pedro Pérez Llorca                        | 03/05/1980      | 09/09/1980      | UCD   | Suárez III              |
|                                                                                    | Rodolfo Martín Villa                           | 09/09/1980      | 02/12/1981      | UCD   | Suárez III Calvo-Sotelo |
|                                                                                    | Rafael Arias-Salgado                           | 02/12/1981      | 30/07/1982      | UCD   | Calvo-Sotelo            |
|                                                                                    | Luis Cosculluela                               | 30/07/1982      | 02/12/1982      | Aucun | Calvo-Sotelo            |
|                                                                                    | Tomás de la Quadra-Salcedo                     | 02/12/1982      | 05/07/1985      | PSOE  | González I              |
|                                                                                    | Félix Pons                                     | 05/07/1985      | 15/07/1986      | PSOE  | González I              |
|                                                                                    | Javier Moscoso (a.i)                           | 15/07/1986      | 26/07/1986      | PSOE  | González I              |
|                                                                                    | Joaquín Almunia                                | 26/07/1986      | 12/03/1991      | PSOE  | González II et III      |
|                                                                                    | Juan Manuel Eguiagaray                         | 12/03/1991      | 14/07/1993      | PSOE  | González III            |
|                                                                                    | Jerónimo Saavedra                              | 14/07/1993      | 03/07/1995      | PSOE  | González IV             |
|                                                                                    | Joan Lerma                                     | 03/07/1995      | 05/05/1996      | PSOE  | González IV             |
|                                                                                    | Mariano Rajoy                                  | 05/05/1996      | 20/01/1999      | PP    | Aznar I                 |
|                                                                                    | Ángel Acebes                                   | 20/01/1999      | 28/04/2000      | PP    | Aznar I                 |
|                                                                                    | Jesús Posada                                   | 28/04/2000      | 10/07/2002      | PP    | Aznar II                |
|                                                                                    | Javier Arenas                                  | 10/07/2002      | 03/09/2003      | PP    | Aznar II                |
|                                                                                    | Julia García-Valdecasas                        | 03/09/2003      | 14/03/2004      | PP    | Aznar II                |
|                                                                                    | Jordi Sevilla                                  | 18/04/2004      | 06/07/2007      | PSOE  | Zapatero I              |
|                                                                                    | Elena Salgado                                  | 06/07/2007      | 07/04/2009      | Aucun | Zapatero I et II        |
|                                                                                    | Manuel Chaves (Vice-président du gouvernement) | 07/04/2009      | 22/12/2011      | PSOE  | Zapatero II             |
|                                                                                    |                                                |                 |                 |       |                         |
|                                                                                    | Meritxell Batet                                | 07/06/2018      | 21/04/2019      | PSC   | Sánchez I               |
| Intérim de Luis Planas                                                             |                                                |                 |                 |       |                         |
|                                                                                    | Carolina Darias                                | 13/01/2020      | 27/01/2021      | PSOE  | Sánchez II              |
|                                                                                    | Miquel Iceta                                   | 27/01/2021      | 12/07/2021      | PSC   | Sánchez II              |
|                                                                                    | Isabel Rodríguez                               | 12/07/2021      | 21/11/2023      | PSOE  | Sánchez II              |
|                                                                                    | Ángel Víctor Torres                            | 21/11/2023      | en fonction     | PSOE  | Sánchez III             |
| Titres successifs : - Depuis 2023 : Politique territoriale et Mémoire démocratique |                                                |                 |                 |       |                         |

## Identité visuelle (logotype)

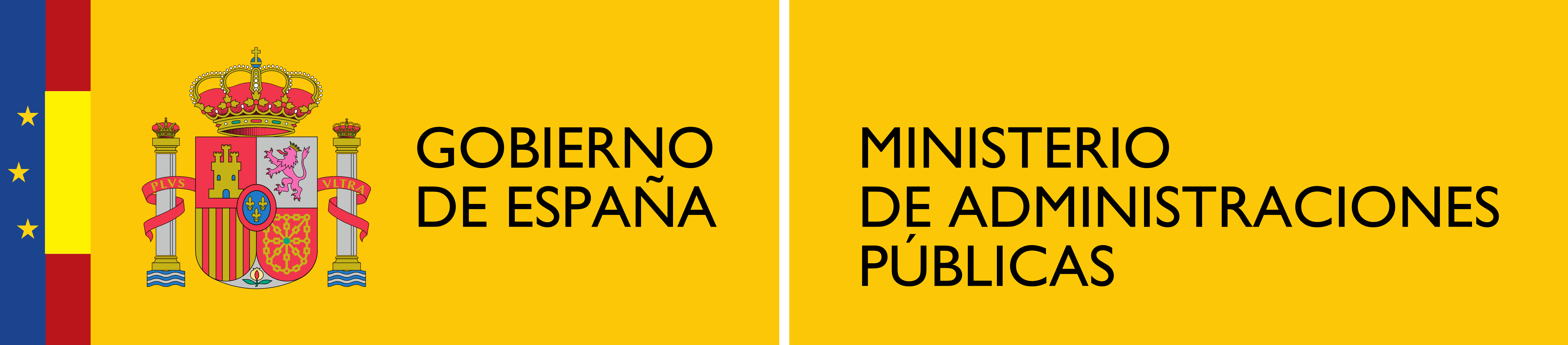
Logo du ministère des Administrations publiques entre 1996 et 2009.
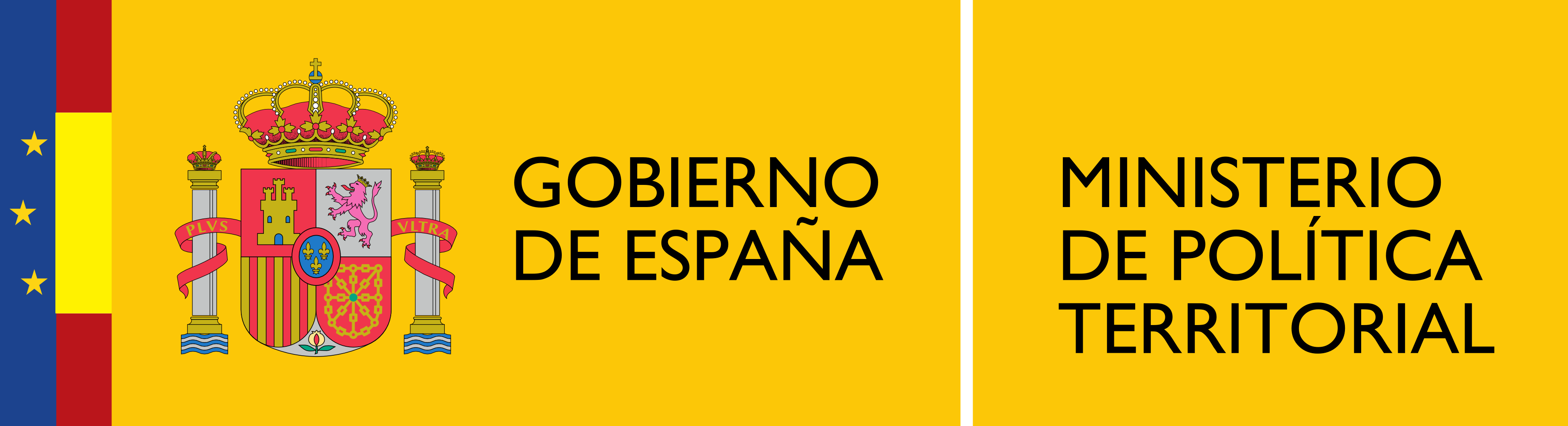
Logo du ministère de la Politique territoriale entre 2009 et 2010, et depuis 2021.
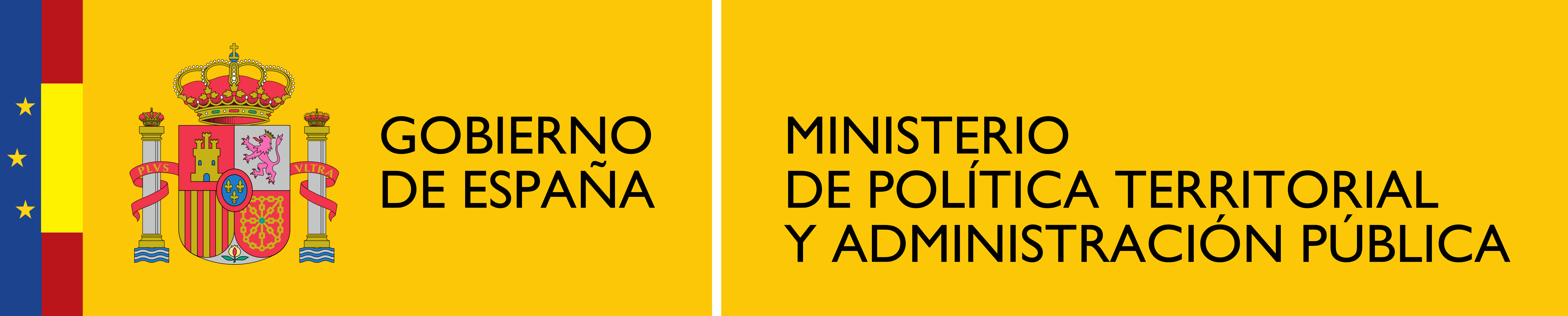
Logo du ministère de la Politique territoriale et de l'Administration publique entre 2010 et 2011.
Logo du ministère de la Politique territoriale et de la Fonction publique entre 2018 et 2021.